# Карлан-Юрт
Карлан-Юрт — железнодорожная станция Махачкалинского региона Северо-Кавказской железной дороги, находящаяся в населённом пункте железнодорожная станция Карланюрт республики Дагестан.

## Сообщение по станции
По состоянию на декабрь 2017 года по станции курсируют следующие поезда пригородного сообщения:
| Пригородное | Пригородное          | Пригородное | Пригородное          |
| № поезда    | Маршрут движения     | № поезда    | Маршрут движения     |
| ----------- | -------------------- | ----------- | -------------------- |
| 6605        | Махачкала — Хасавюрт | 6604        | Хасавюрт — Махачкала |

### Дальнее
По состоянию на декабрь 2018 года по станции курсируют следующие поезда дальнего следования:
| Сезонное обращение поездов | Сезонное обращение поездов | Сезонное обращение поездов | Сезонное обращение поездов |
| № поезда                   | Маршрут движения           | № поезда                   | Маршрут движения           |
| -------------------------- | -------------------------- | -------------------------- | -------------------------- |
| 391                        | Баку — Ростов-на-Дону      | 392                        | Ростов-на-Дону — Баку      |